# Camp de Boulogne (Jules César)
Pour les articles homonymes, voir Camp de Boulogne et Camp de César.
Le camp de Boulogne  serait un camp établi par Jules César, en 54 av. J.-C., pour préparer sa flotte destinée à sa deuxième expédition vers la Grande-Bretagne. Sa localisation à Boulogne est hypothétique : Daniel Haigneré et Augustus Henry Pitt-Rivers, en 1862, pensent que Jules César a installé ce camp à l'emplacement actuel de la vieille ville de Boulogne avant de déplacer sa flotte à Portus Itius, localité dont l'emplacement exact est discuté. César mentionne Portus Itius dans le livre V de sa Guerre des Gaules : 
« César retourne dans la Gaule citérieure et part de là pour l'armée. Quand il y est arrivé, il en visite tous les quartiers, et trouve que l'activité singulière des soldats était parvenue, malgré l'extrême pénurie de toutes choses, à construire environ six cents navires de la forme décrite plus haut, et vingt-huit galères, le tout prêt à être mis en mer sous peu de jours. Après avoir donné des éloges aux soldats et à ceux qui avaient dirigé l'ouvrage, il les instruit de ses intentions et leur ordonne de se rendre tous au port Itius, d'où il savait que le trajet en Bretagne est très commode, la distance de cette île au continent n'étant que de trente mille pas » (V.2)